# Albrecht von Bodecker
Albrecht von Bodecker (* 27. April 1932 in Dresden) ist ein deutscher Graphiker. Er war Professor und Direktor der Hochschule für Grafik und Buchkunst Leipzig.

## Leben
Seine Eltern waren der Major und Ehrenritter des Johanniterordens Hans von Bodecker (1875–1949) und Ursula von Busse (1894–1983), Tochter der Eva Klamroth und des sächsischen Gutsbesitzers und Juristen, Leutnant a. D. Friedrich von Busse. Bodecker verbrachte seine Schulzeit und Jugend in Ludwigslust in Mecklenburg, dem Wohnsitz seiner Eltern und später dann auch der Mutter als Witwe bis zu ihrem Lebensende. Zwischen 1949 und 1951 erhielt er seinen ersten Zeichenunterricht bei Hermann Schepler in Techentin und Karstädt. Danach folgte bis 1954 eine Ausbildung an der Fachschule für angewandte Kunst in Wismar und Heiligendamm. Danach, bis zu seiner Exmatrikulation 1957 „aus kulturpolitischen Gründen“, studierte er bei Kurt Robbel, Bert Heller und Gabriele Mucchi an der Hochschule für bildende und angewandte Kunst in Berlin-Weißensee. Zwischen 1958 und 1961 setzte er sein Studium an der Hochschule für bildende Künste in Berlin-Charlottenburg bei Friedrich Stabenau fort. Er musste das Studium auf Grund des Baus der Berliner Mauer am 13. August 1961 abbrechen.
Seitdem war er als freiberuflicher Graphiker für viele Buchverlage in der DDR tätig und entwarf u. a. Veranstaltungsplakate. Er war bis 1990 Mitglied des Verbands Bildender Künstler der DDR und hatte in der DDR eine bedeutende Anzahl von Einzelausstellungen und Ausstellungsbeteiligungen, u. a. von 1967 bis 1988 an der VI. Deutschen Kunstausstellung bis zur X. Kunstausstellung der DDR.
Nach der Wende wurde sein Diplom nachträglich durch die Kunsthochschule Weißensee anerkannt. 1991 erhielt Bodecker zunächst einen Lehrauftrag an der Hochschule für Grafik und Buchkunst Leipzig für das Naturstudium und Gestaltungslehre im Fachbereich Graphik-Design, seit 1993 dann eine Professur.
Zwischen 1994 und 1997 war er Rektor der Hochschule. Seit seiner Emeritierung 1998 ist er wieder als freier Künstler tätig. Er schuf eine Briefmarke für die Deutsche Post (Michel-Nr. 1805).
Albrecht von Bodecker heiratete 1965 in Berlin die Apothekentochter Gudrun Porzig (1942–1974) und hat mit ihr die Tochter Caroline. Die zweite Ehe schloss er 1976 in Augustusburg mit der Tochter eines Pfarrers, Annette Oehlmann, die Ehe wurde 1999 geschieden. Aus dieser Beziehung sind zwei Töchter, Cornelia und Maria.

## Ehrungen (unvollständig)
- 1967: Ehrendiplom der Internationalen Buchkunstbiennale Bratislava (bib)
- 1977: Hans Baltzer-Preis des Kinderbuchverlags für Illustratoren
- 1980: Verdienstmedaille der DDR
- 1989: Kunstpreis der DDR
- 2022: Hans-Meid-Ehrenmedaille für Illustration

## Fotografische Darstellung Bodeckers
- Christian Borchert: Der Maler Albrecht von Bodecker in seiner Wohnung (1975; aus der Serie Künstlerporträts)[5]
- Barbara Morgenstern: Albrecht von Bodecker (1978; aus einer Serie)[6]

## Veröffentlichungen (Auswahl)

### Als Autor, vorwiegend textartig
- Einleitung zu Über das Vergnügen, Bücher zu machen. Vierzig Jahre Institut für Buchkunst. Hochschule für Grafik und Buchkunst, Leipzig 1995
- Seiten-Wege zum Buch. Stiftung Buchkunst, Frankfurt 2000

### Als Illustrator
- Gotthold Gloger: Frido, fall nicht runter. Berlin 1965
- Gerhard Branstner: Der astronomische Dieb. Verlag Das Neue Berlin, Berlin 1973
- Richard Christ: Das Chamäleon oder Die Kunst, modern zu sein. Verlag der Nation, Berlin 1973
- Der Luftballon. Fünf Märchen von wunderbaren und seltsamen Wünschen. Verlag Junge Welt, Berlin 1974
- Neujahrsgruß Fünfköpfler Buchdruck, 1974
- Besinnliches und Heiteres vom Buch. Eulenspiegel Verlag Berlin 1977
- Joseph von Eichendorff: Das Marmorbild. Erzählungen und Gedichte. Verlag Neues Leben, Berlin 1974
- Sammlerfreuden. Bücher, Graphik & Exlibris. PK-Plakat, Pirckheimer-Gesellschaft, Berlin 1996
- Reiner Kunze: Der Löwe Leopold: Fast Märchen, fast Geschichten. Kinderbuchverlag Berlin 1976
- Joachim Schreck (Hrsg.): Café Klößchen. 38 Grotesken. Eulenspiegel-Verlag, Berlin, 1980 (weitere Illustratoren: Horst Hussel und Peter Nagengast)
- Leonid Pantelejew: Die zwei Frösche. Minibuch, Der Kinderbuchverlag, Berlin 1986, ISBN 3-358-00675-1
- Rainer Klis: Hinter großen Männern. Halle 1986
- Gerti Tetzner: Maxi. Der Kinderbuchverlag Berlin 1979
- Gottfried Herold: Meine rätselhaften Tiere. Verlag Junge Welt, Berlin 1980
- Rainer Klis: Aufstand der Leser. Mitteldeutscher Verlag, Halle 1983
- Wolf Spillner: Die Baumräuber. Der Kinderbuchverlag, Berlin 1982
- Edith Bergner: Schinschilla. eine Bilderbucherzählung. Der Kinderbuchverlag, Berlin 1987, ISBN 3-358-00226-8
- Italo Calvino: Unsere Vorfahren. 3 Bände. Verlag Volk und Welt, Berlin 1981

1. Der Ritter, den es nicht gab
2. Der geteilte Visconte
3. Der Baron auf den Bäumen

- Thomas Rosenlöcher: Herr Stock geht über Stock und Stein. Eine Geschichte in Versen. Der Kinderbuchverlag, Berlin 1987
- Bertolt Brecht: Wenn die Haifische Menschen wären. Officina Ludi, Großhandorf 1991
- Max Walter: Das kleine Mädchen und der fliegende Fisch. Kinderbuchverlag, Berlin 1978
- Werner Lindemann: Tausendfuss. Verlag Junge Welt, Berlin 1984
- Joachim Ringelnatz, Joachim Schreck (Hrsg.): Meinz Herz im Muschelkalk. Gesammelte Gedichte. Eulenspiegel Verlag, Berlin 1986, 1989
- Gottfried Herold: Meine rätselhaften Tiere. Junge Welt, Berlin 1980
- Jacobus Schnellpfeffer: Stecknadeln im Sofa. Eulenspiegel Verlag, Berlin 1997
- Edgar Allan Poe: Der entwendete Brief. Pegasus Presse Peter J. Moosbrugger, Königsbrunn 2009
- Golo Mann: Lavalette. Eine Episode aus napoleonischer Zeit. Verlag der Nation, Berlin 1989, ISBN 3-373-00341-5